# Hana-Kimi
Hana-Kimi (jap. 花ざかりの君たちへ, Hanazakari no Kimitachi e) ist eine Manga-Serie von Hisaya Nakajō. Der Comic, der sich vorwiegend an jugendliche Mädchen richtet und damit der Shōjo-Gattung zuzuordnen ist, erschien von 1996 bis 2004 in über 4.300 Seiten. Das Werk ist in die Genre Sport, Romantik und Comedy einzuordnen.

## Handlung
Die Halbjapanerin Mizuki Ashiya lebt in den Vereinigten Staaten. Sie ist in den Hochspringer Izumi Sano verliebt, den sie vom Fernsehen her kennt. Um ihr großes Idol kennenzulernen, beschließt sie, auf dessen Schule zu gehen, obwohl dies eine Jungenschule ist. Sie zieht nach Japan und gibt sich als Junge aus. Als sie an die Schule kommt, widmet Sano sich erstmals seit einem Unfall wieder dem Hochsprung.
Obwohl Sano gleich am ersten Tag herausfindet, dass sie ein Mädchen ist, hält er dies geheim. Immer wieder halten die Leute Mizuki für ein Mädchen, doch diese Vermutung kann sie jedes Mal ausräumen. Selbst der Schularzt verschweigt ihr Geheimnis.
Mit der Zeit scheint auch Sano für Mizuki Gefühle zu entwickeln, doch er zeigt sie nicht. Im Gegensatz dazu verliebt sich Nakatsu Shuichi in Mizuki, obwohl er meint, sie sei ein Junge. Er will seine vermeintliche Homosexualität unterdrücken, gesteht Mizuki jedoch mit der Zeit seine Liebe, die sie nicht erwidert.

## Veröffentlichungen
Hana-Kimi erschien in Japan von September 1996 bis August 2004 kapitelweise im Manga-Magazin Hana to Yume, in dem zur selben Zeit etwa auch Natsuki Takayas Fruits Basket veröffentlicht wurde. Nach der Erstveröffentlichung im Magazin wurden die Einzelkapitel auch in Sammelbänden im Taschenbuchformat beim Hakusensha-Verlag herausgegeben; insgesamt erschienen 23 Bände. Die Buchveröffentlichungen verkauften sich in Japan über dreizehn Millionen Mal. 2010 folgte der Sonderband After School mit Kurzgeschichten zur Serie.
Der Manga wurde ins Chinesische, Koreanische, Englische, Französische, Deutsche und Indonesische übersetzt. Im deutschsprachigen Raum veröffentlichte Carlsen Comics alle Sammelbände von Dezember 2005 bis Juli 2009. Im November 2011 erschien der japanische Sonderband als Band 24.

## Verfilmung
Unter dem Titel Huayang shaonian shaonu (chinesisch 花样少年少女, Pinyin huāyàng shàonián shàonǚ) entstand für das taiwanische Fernsehen eine Realfernsehserie mit fünfzehn Episoden auf Basis des Mangas. Diese Fernsehserie mit Ella Chen, Wu Chun und Jiro Wang in den Hauptrollen wurde vom 19. November 2006 bis zum 4. März 2007 auf den Fernsehsendern GTV und CTV erstausgestrahlt. Diese Ausstrahlung war äußerst erfolgreich. Sie hatte einen durchschnittlichen Marktanteil von etwa 39 Prozent im taiwanischen Fernsehen und einen maximalen Anteil von 50,9 Prozent.
Die Serie wurde nach Malaysia, Südkorea und Japan verkauft.
Zudem gibt es auch eine Dorama-Adaption mit dem Untertitel Ikemen Paradise (jap. イケメン♂パラダイス) zum Manga, die insgesamt zwölf Folgen umfasst. Sie wurde vom 3. Juli 2007 bis 18. September 2007 auf Fuji Television ausgestrahlt. Maki Horikita und Shun Oguri spielen darin die Rollen von Mizuki Ashiya und Izumi Sano, Toma Ikuta die Rolle des Shuichi Nakatsu. 2008 wurde zudem noch ein Special ausgestrahlt, welches zwischen den Folgen sieben und acht spielt.
2011 folgte ein Neustart der Serie als Hana Zakari no Kimi-tachi e – Ikemen Paradise 2011 mit Atsuko Maeda als Mizuki Ashiya, Aoi Nakamura als Izumi Sano und Shōhei Miura als Shuichi Nakatsu.
Als Areumdaun geude yege (아름다운 그대에게, englisch: To the Beautiful You) wurde die Serie in 16 Folgen ab August 2012 im koreanischen Sender SBS ausgestrahlt, mit Sulli, Choi Min-ho und Lee Hyun-woo in den Hauptrollen.